# Johan Krouthén

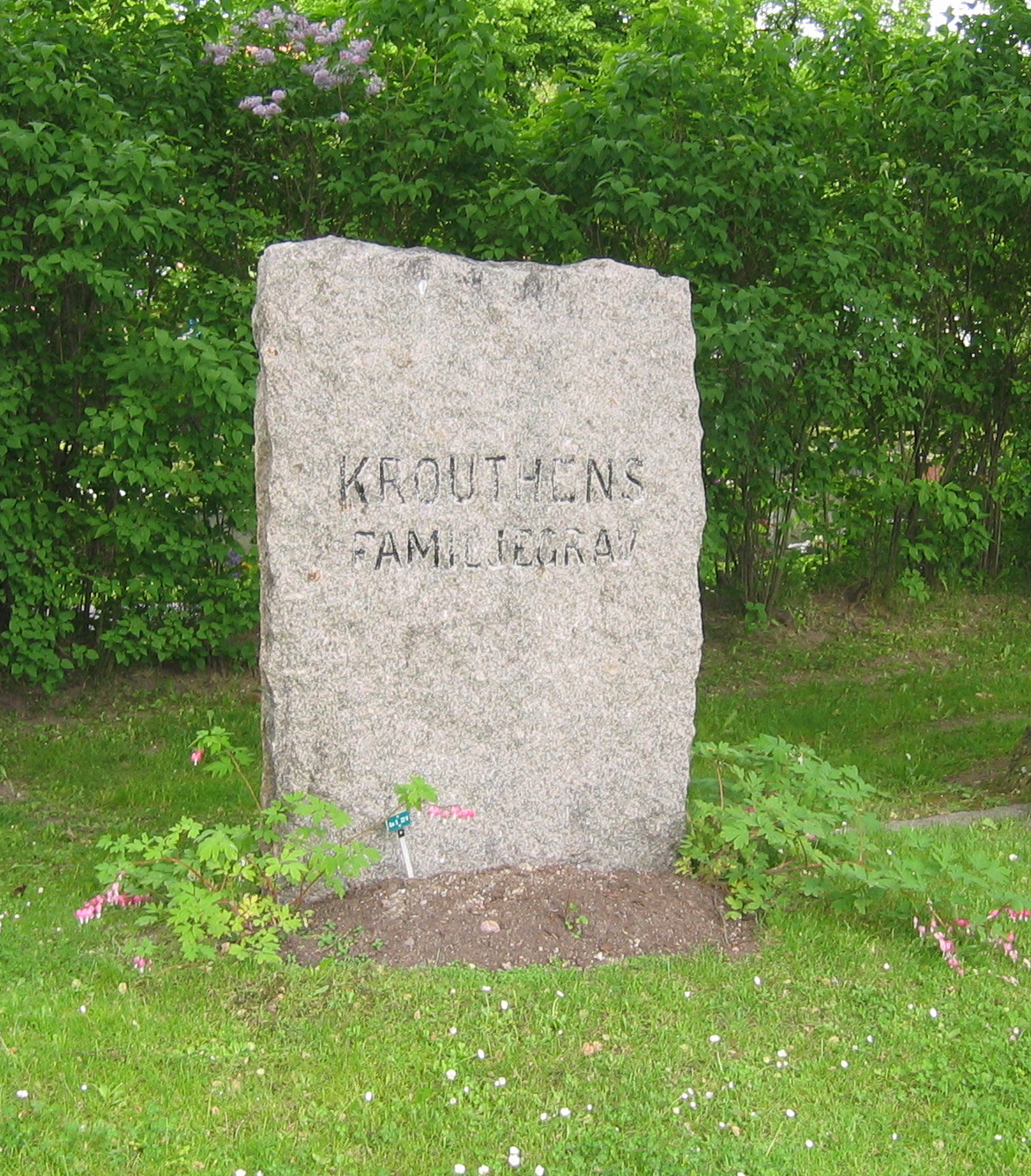
Krouthéns familjegrav i Linköping.

Johan Fredrik Krouthén, född 2 november 1858 i Linköping, död 19 december 1932 i Stockholm, var en svensk målare).

## Biografi
Johan Krouthén föddes var son till handlanden Konrad Krouthén och Hilda Åberg. Släkten Krouthén kom från Norrköping och släktmedlemmar hade i flera generationer varit tenngjutare. Familjenamnet Krut ändrades genom att varubeteckningen Krut-tenn förfranskades till Krouthén. Konrad Krouthén kom 1850 till Linköping och startade manufakturaffär vid Stora torget. Affären gick bra och 1857 kunde han gifta sig med sömmerskan Hilda Åberg.
Johan Krouthén växte upp i ett välmående hem och han fick börja på läroverket i Linköping. Vid 14 års ålder slutade han skolan och började arbeta åt fotografen och målaren Svante Leonard Rydholm som hade en ateljé vid Stora Larsplan. Krouthén fick lära sig grunderna i både måleri och fotografering, och vid 16 års ålder började han 1875 på Konstakademiens principskola i Stockholm. Den treåriga utbildningen innebar att eleverna fick lära sig att rita av klot, profiler, djur och växter. Efter de första tre åren fick Krouthén fortsätta vid akademin. I kursen "Lägre antiken" fick eleverna rita av gipsmodeller, i "Högre antiken" fick de teckna efter levande modell och i "Landskapsskolan" fick eleverna måla landskap. Under studietiden sökte sig många elever utanför skolan och Krouthén lärde känna konstnären Edvard Perséus. Denne var kritisk till utbildningen på akademin och tog med sina elever bland annat till Mariefred och Gripsholms slott för att måla av naturen.
Johan Krouthén lärde också känna konstnärerna Oscar Björck och Anders Zorn, vilka studerade samtidigt som Krouthén på Konstakademien. När Zorn på hösten 1881 blev varnad av akademiens rektor Georg von Rosen för dålig studiedisciplin, svarade Zorn med att han omedelbart ville lämna akademin. Under detta utbyte kom även Krouthén in i rektorns arbetsrum och förklarade att även han genast ville avbryta sin utbildning.

## Konstnärskap

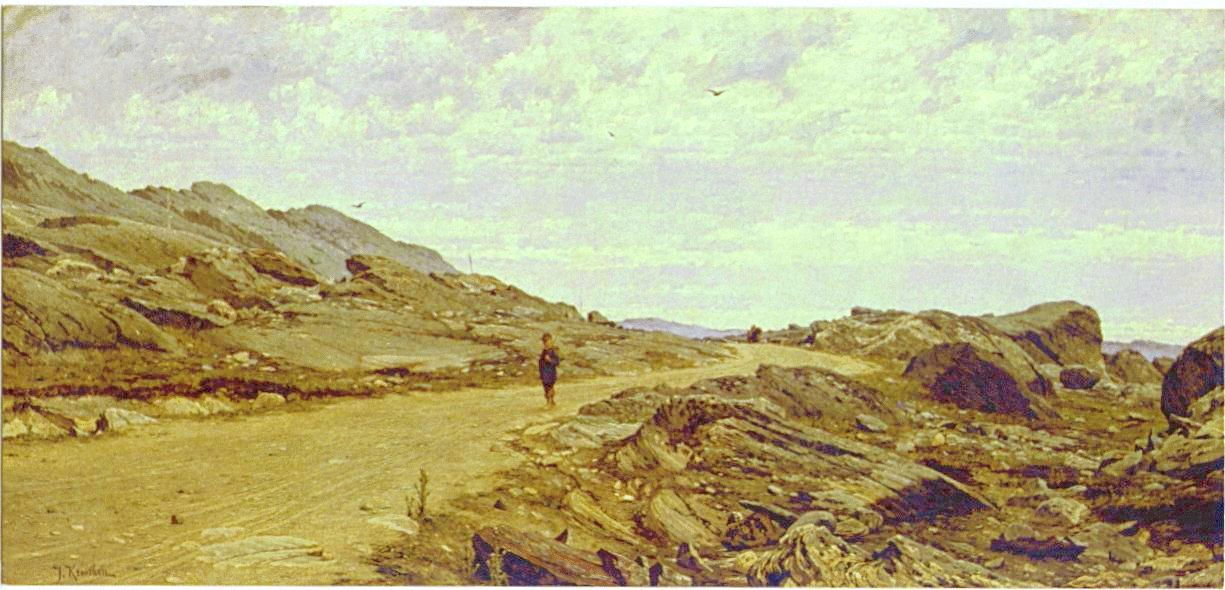
Stenigt landskap i Bohuslän, 1882–1883, olja på duk, 75 × 160 cm. Mellan klipporna slingrar sig en grusväg och där kommer en pojke utan skor gående. I bakgrunden syns en häst med en kärra.

Under 1880-talet reste många svenska konstnärer till Paris och dit begav sig även Krouthén 1881. Han stannade dock endast en kort tid och målade själv ingenting där. Under 1881 och 1882 reste han istället runt i Skåne och Bohuslän och målade; Krouthén målade tavlor med motiv från Lomma och Masthugget. Från den här tiden kommer hans målning Stenigt landskap i Bohuslän, vilken föreställer ett klippigt och ödsligt landskap och en barfotapojke som kommer vandrande på en grusväg. När målningen ställdes ut i Stockholm 1883, väckte den stor uppmärksamhet med sitt realistiska anslag. Ingenting verkar vara förskönat.
Sommaren 1883 följde han med Oscar Björck till Skagen där det fanns en liten konstnärskoloni, Skagenmålarna, med målare från Danmark, Norge och Sverige och där stannade Krouthén från maj till åtminstone oktober. Skagenmålarna förespråkade en konstnärlig naturalism och istället för väderbitna fiskargubbar målade Krouthén det flacka ödsliga landskapet vid Grenen.

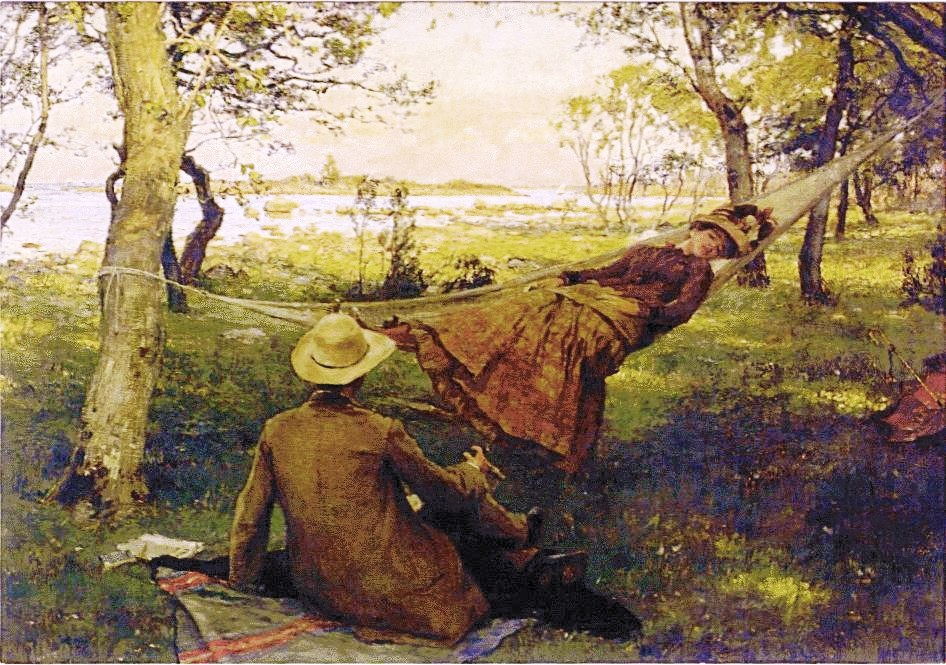
Siesta med hustrun Hulda i hängmattan, 1885

Efter månaderna i Skagen återvände Krouthén till Linköping och fortsatte att måla landskap. År 1884 lärde han känna den då 18-åriga Hulda Ottosson. De möttes på Linköpings slott, där Hulda var med i en skönhetstävling. Johan lär ha blivit fullständigt tagen av den vackra Hulda och hon blev först hans modell. De gifte sig 1886. Parets första barn dog samma år vid födseln. År 1891 födde Hulda tvillingar, men dog själv i barnsäng. Att försörja sig som målare i Linköping vid den här tiden måste uppenbarligen ha varit svårt och Krouthén anordnade flera konstlotterier med sina tavlor som priser. I Linköping målade han flera privata trädgårdar, Wallenbergska parken och Trädgårdsföreningen.
Målningen Vår i trädgården från 1886 visar Biskopsträdgården och har tillkommit genom att Krouthén först fotograferat ett motiv och sedan målat detsamma i ateljén. I målningen har det från början funnits med både en man och en kvinna, men mannen har senare blivit övermålad och en kvittenbuske har tillkommit. År 1889 tilldelades målningen bronsmedalj när den visades vid Salongen i Paris. Salongen har sagts vara impressionismens genombrott och flera svenska konstnärer fick pris. En jämförelse mellan fotografiet och den färdiga målningen visar att Krouthén lämnat realismen och blivit idealist; han nöjde sig inte med verkligheten utan lägger till skuggor och ljusdagrar. I intervjuer förklarade Krouthén att en målare ska skickligt och korrekt måla av naturen när den är som vackrast.

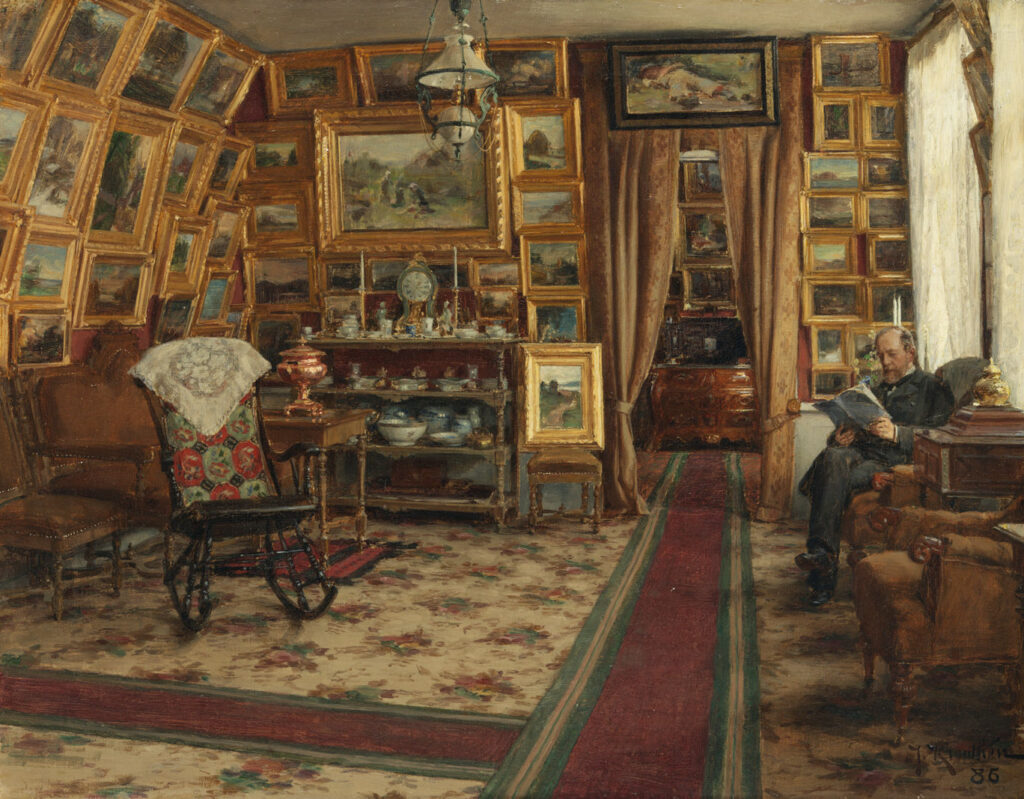
Stiftsbibliotekarie Segerstéen i sitt hem, 1886, hör kanske till Krouthéns mest kända verk. I rummet hänger flera av Krouthéns målningar; ovanför dörren hänger Sovande pojke från 1883.

Under 1880-talet började han också måla porträtt och interiörer. Precis som i målningarna från trädgårdarna visar även interiörmålningarna människor som ofta sitter helt passiva. En av de mest kända av dessa interiörer är en målning som visar stiftsbibliotekarie Segerstéen i sitt hem. Erik Hjalmar Segerstéen var en av Krouthéns gynnare och målningen visar Segerstéen i sitt hem omgiven av sin konstsamling där man även kan se verk av Krouthén.

## Familj
År 1891 avled hans hustru Hulda i barnsäng och Krouthén och hans barn flyttade till stadsdelen Gottfridsberg. Han gifte sig med Clara Söderlund 1902. Under 1890-talet blev han allt mer känd och han fick måla allt mer på beställning, till exempel porträtt av kända linköpingsbor. Han fick också göra målningar till kyrkor, bland annat altartavlan i Kärna kyrka, Vånga kyrka och Sankt Larskyrkan i Linköping.

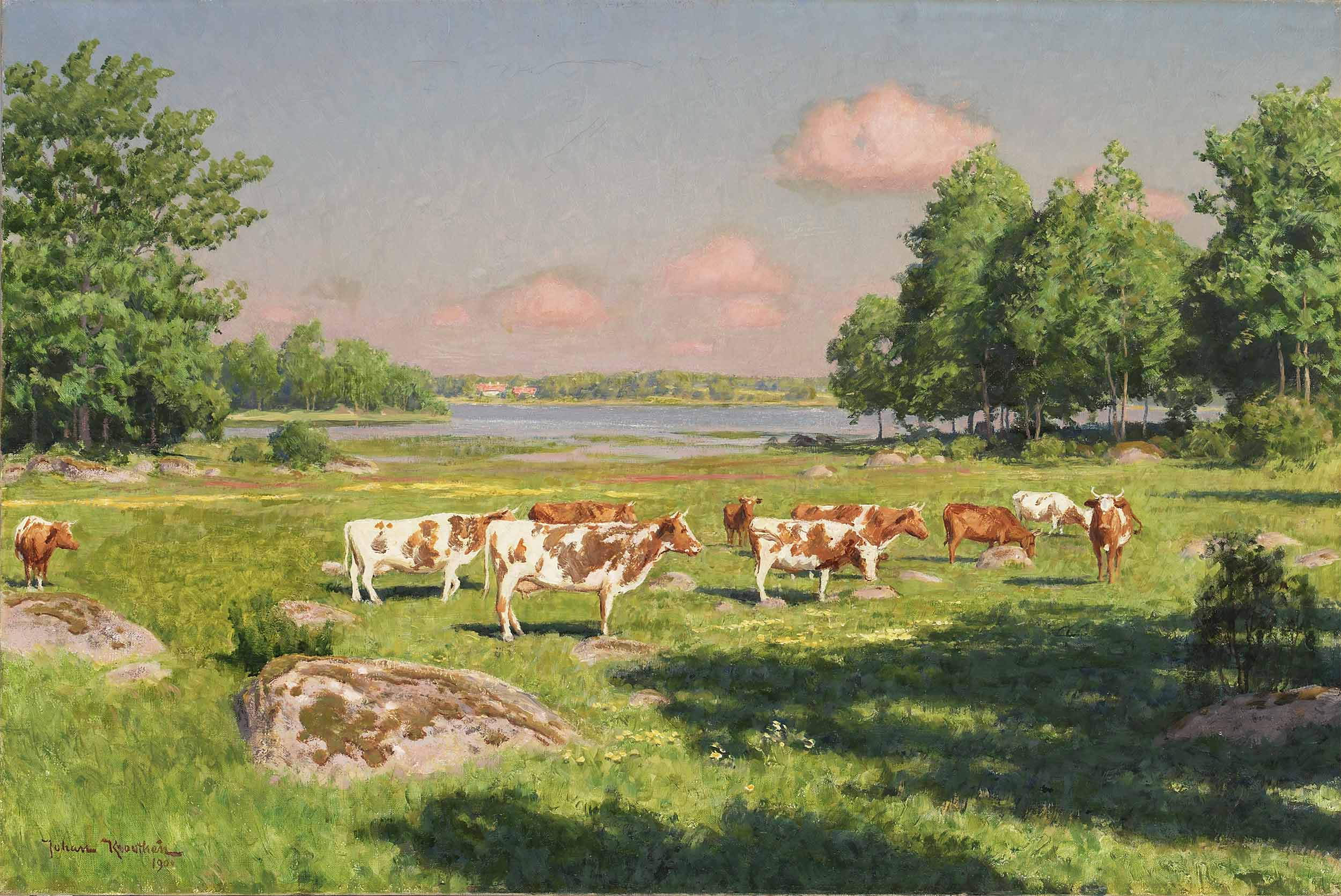
Krouthéns senare karriär har sagts vara ganska ointressant ur konstnärlig synpunkt med röda stugor och blommande träd. "Sommarlandskap med betande boskap", 1901

År 1909 flyttade Krouthén och hans familj till Stockholm där han skaffade sig en ateljé på Valhallavägen. Några utställningar gjorde han aldrig och hans huvudsakliga kundkrets var fortfarande runt Linköping. Den moderna konsten gav han inte mycket för utan förklarade: "Konstlivet och konsten ha försämrats kolossalt. Den moderna konsten är varken konst eller modern. Vad slags ismer det än må bli tal om så äro de inte annat än en efterapning av en gammal konst på ett lägre kulturstadium."
Konstvetaren Ulf Linde menar att 1890-talet och framåt innebar en kvalitetsförsämring av hans verk. Ofta upprepade han sina motiv och plikten att försörja sin familj gjorde att han sneglade på vad konstköparna ville ha. Förlusten av hans första hustru sägs också vara en orsak till att hans konstnärskap påverkades under de närmast efterföljande åren efter hennes bortgång.
Krouthén fortsatte att ofta vistas i Linköping. I samband med Stora hotellets 80-årsjubileum var han 1932 sysselsatt med några stora målningar. Någon vecka före jul drabbades han av hjärnblödning och hittades död på sitt hotellrum.
Johan Krouthén är begravd på Gamla griftegården, Linköping.

## Krouthéns verk
Erik Hjalmar Segerstéens konstsamling köptes senare av Pehr Swartz som donerade den till Norrköpings konstmuseum. Även Östergötlands museum i Linköping har en stor samling av Krouthéns verk samt Göteborgs konstmuseum  och Nationalmuseum i Stockholm.